# 文岑茨·穆尔肉食店
文岑茨·穆尔行销责任有限公司（Vinzenzmurr Vertriebs GmbH，简称文岑茨·穆尔肉食店）是南德意志一家知名的大型肉类食品批发及零售商，主要出品种类丰富的肉类以及肠类食品。

## 历史
公司前身是1875年由汉斯·莱斯尔（Hans Reiser）在德国慕尼黑成立的一家肉食店，之后于1902年被文岑茨·穆尔（Vinzenz Murr）及其妻子罗莎接管。由于经营上的巨大成功，使得肉食店在慕尼黑当地迅速扩张并出现了众多家连锁店。老穆尔于二战后去世，而后他的女儿罗莎及其女婿卡尔继承了家族的产业。截至1977年，公司共开设了25家连锁店，并开始将其业务扩张到慕尼黑以外的其他南德地区。

## 现状
如今文岑茨·穆尔行销责任有限公司已经在整个南德地区拥有了超过200家的肉食品连锁店（包括德国传统肉食店和小型零售店）。

## 外部連結
- 文岑茨·穆尔肉食店官方网页（德文） （页面存档备份，存于）